# Александр IV (царь Имеретии)
Aлександр IV (груз. ალექსანდრე IV; ум. 1695) — царь Имеретии (1683—1690, 1691—1695), сын имеретинского царя Баграта V Слепого.

## Биография
Побочный сын Баграта Слепого: как пишет Вахушти Багратиони, «был рождён от жены лечхумца Кочилы, с которой царь прелюбодействовал».
Александр воспитывался при дворе картлийского царя Георгия XI. Тот, недовольный тем, что в Имеретии правил Георгий Гуриели, а не его старший брат Арчил, предложил ахалицихскому паше Юсуф-паше посадить на царский трон в Имеретии Александра, сына Баграта Слепого. По просьбе Юсуф-паши Георгий XI отправил царевича Александра в Ахалцихе. Турецкий паша известил султана, который прислал Александру халат и саблю, пожаловал Имеретию и приказал Юсуф-паше возвести его на отцовское царство.
В 1683 году ахалцихский паша с турецкой армией вступил в Имеретию и в Кутаиси провозгласил Александра IV новым царем Имеретии. Прежний царь Георгий Гуриели бежал в Гурию.
Александр породнился с влиятельным вельможей Паатой Абашидзе, правителем Аргвети: Паата женился на Дареджан, сестре царя Александра и бывшей жене Георгия Гуриели.
Другие имеретинские вельможи Георгий Липаритиани, Шошита Эристави и Бежан Лордкипанидзе отказались признавать царем Имеретии Александра. Они объединились с гурийским князем Георгием Гуриели.
В 1684 году они собрали войско и вторглись в Имеретию. Георгий Гуриели прибыл в Сачино, где соединился с Чиджавадзе, Липартиани, Эристави и Лордкипанидзе. На его стороне были Паата Абашидзе и Георгий Микеладзе. В битве при Рокити Александр нанес полное поражение мятежникам. Гурийский князь Георгий Гуриели и Шошота Эристави были убиты. Георгий Липаритиани бежал в Одиши. Все пленные гурийцы, мегрельцы и имеры были проданы в рабство.
После победы имеретинский царь Александр утвердился на царском троне. Новым гурийским князем был назначен Малакия Гуриели, брат Георгия. Сыновья прежнего князя Георгия Гуриели бежали в Ахалцихе. Вскоре Александр женился на царевне Елене, дочери Луарсаба и племяннице картлийского царя Георгия XI. Затем Александр вторгся в Рачу, которая принадлежала Папуне Эристави, сыну Шошиты, который находился в родстве с царем Картли. Александр решил подчинить Рачу своей власти, его отряды разорили и сожгли многие села. Картлийский царь Георгий отправил отряд на помощь Папуне Эристави. Имеретинский царь Александр вынужден был вернуться домой. Александр заставил Папуну Эристави развестись со своей первой женой, дочерью Бежана Лордкипанидзе, и жениться на своей сестре Дареджан.
После смерти Пааты Абашидзе стал возвышаться его брат Малакия Абашидзе, бывший ранее монахом, который нарекся именем Георгий. Георгий Абашидзе женился на бывшей жене Георгия Гуриели и Кации Чиковани и стал самостоятельно править в Верхней Имеретии. В 1685 году новым князем в Гурии стал Кайхосро Гуриели, сын Георгия Гуриели. После смерти своего отца Кайхосро с братьями бежал в Ахалцихе. Турецкий паша дал ему войско, с который Кайхосро вернулся в Гурию и изгнал своего дядю Малакию Гуриели. Кайхосро Гуриели стал новым князем Гурии и решил жениться на Елене Абашидзе, дочери Малакии Абашидзе. Малакия Гуриели бежал в Ахалцихе. Турецкий паша примирил дядю с племянником. Кайхосро обещал не причинять вреда Малакии. Однако после возвращения в Гурию Малакия Гуриели был схвачен и ослеплен своим племянником Кайхосро Гуриели. Разгневанный ахалцихский паша отправил небольшое войско в карательный поход на Гурию, чтобы убить Кайхосро Гуриели. В 1689 году гурийский князь Кайхосро Гуриели был коварно приглашен в турецкий лагерь и убит. Турки посадили на княжение в Гурии Малакию Гуриели. Через некоторое время гурийцы попросили ахалцихского пашу Юсуф-пашу посадить к ним на княжение Мамию Гуриели, младшего брата Кайхосро. Юсуф-паша прислал Мимию Гуриели в Гурию, где его посадили на княжеский престол. Мамия Гуриели постриг своего дядю Малакию в монахи и назначил его епископом Шемокмедела. Мамия Гуриели женился на Елене Абашидзе, невесте своего брата Кайхосро. Георгий Липартиани стал управлять от имени князя Левана Дадиани Одиши (Мегрелией), начал истреблять одишских вельмож, продавать пленных туркам. По требованию Липартиани Леван Дадиани женился на царевне Тинатин, сестре имеретинского царя Александра.
Имеретинский царь Александр убедился, что картлийский царь Георгий не хочет с ним породниться, решил заключить союз с новым царем Картли Ираклием. Александр потребовал от Папуны Эристави, чтобы он давал приюта в своих владениях свергнутому картлийскому царю Георгию. Однако Папуна Эристави не стал исполнять царского приказа. Тогда Александр собрал войско и вторгся в Рачу, где к нему примкнули многие рачинцы и лечхумцы. Папуна Эристави укрепил свои замки и крепости, а сам вместе с царем Георгием ушел в Одиши. Имеретинский царь опустошили Рачу и двинулся на Джорджора. Папуна Эристави и Георгий не смогли устоять и укрылись в Глола. Царские войска взяли штурмом и сожгли Уцеру, вернулись и вторично выжгли в 1687 году Рачу. Однако после возвращения царя Александра в Имеретию Папуна Эристави вернул себе власть над Рачей. В это же время прибыл из России царь Арчил вместе со своими сыновьями Александром и Мамукой. Его пригласил младший брат Георгий. В Раче братья Георгий и Арчил встретились и предложили имеретинским вельможам посадить Арчила на царский престол. Многие имеретинцы обещали оказать поддержку Арчилу, который отправил посла к крымскому хану и турецкому султану. Цари Арчил и Георгий вместе Папуной Эристави выступили из Рачи в поход на Имеретию. В Гвелистави к ним присоединились Георгий Липаритиани, Чиладзе, Микеладзе и Бежан Лордкипанидзе. Однако вельможи Георгий (Малакия) Абашидзе и Симон Кутатели сохранили верность царю Александру и дали ему свои отряды. С большим войском имеретинский царь Александр выступил против мятежников к Гвелистави. Цари Арчил и Георгий не смогли противостоять превосходящим силами царя и бежали в Одиши. Имеретинский царь Александр заключил союз с Георгием Липаритиани и сделал его правителем Лечхуми. Царь Арчил решил ехать в Крым и отправился в Абхазию, где в Поти был с почестями принят князем Шервашидзе. Однако, не найдя пути, царь Арчил вернулся в Одиши. После примирения Липаритиани с Александром цари Арчил и Георгий уехали из Одиши в Сачилао, земли Георгия Микеладзе. Имеретинский царь Александр разрешил своим противникам покинуть Имеретию. Взамен царь Арчил вынужден был поклясться, что он не будет больше добиваться имеретинского престола. Арчил уехал в Рачу, а оттуда прибыл в Дигори. Его брат Георгий уехал в Гурию, где был принят с почетом князем Мамией Гуриели. Из Гурии царь Георгий уехал в Гонио, где был с почестями принят Ахмад-бегом Тадгиридзе. Турецкий султан прислал в Имеретию своего представителя — капучи, чтобы спросить имеретинцев, кого они хотят на царство — Арчила или Александра. Капучи прибыл в Имеретию, где царь Александр задумал его убить. Турецкий представитель вынужден был уехать в Ахалцихе, где встретился с царем Георгием, братом Арчила. Георгий обещал капучи верность Порте, большую взятку и дать в заложники своих родственников. По предложению капучи Георгий подделал в специальной грамоте подписи всех знатных имеров, выступавших в пользу царя Арчила. Турецкий султан пожаловал Имеретию Арчилу, прислал ему халат и саблю. Эрзурумский паша получил приказ посадить Арчила на имеретинский царский престол. Эрзурумский паша отправил большое турецкое войско в Ахалцихе. Ахалцихский паша Салим-паша соединил свои силы с турецким войском.
В 1690 году турки-османы вступили в Имеретию и стали лагерем на Персатской горе. Они известили об этом царя Арчила, проживавшего в Дигори. Арчил прибыл в Рачу, где был встречен Папуной Эристави и рачинцами. Вместе с ними Арчил вступил в Имеретию и соединился с турецкой армией. Имеретинский царь Александр не смог противостоять и уехал в Картли, где царь Ираклий принял его с почестями. С турецким войском Арчил вступил в Кутаиси, где занял царский престол. Все имеретинские вельможи, кроме князя Георгия Абашидзе, подчинились его верховной власти. Царь Георгий передал в заложники туркам своего племянника Вахтанга и вскоре уехал в Ахалцихе. Зимой Георгий Абашидзе и Георгий Липаритиани призвали царя Александра из Картли. Однако на стороне Арчила встали Папуна Эристави, Симон Кутатели, Георгий Микеладзе и Бежан Лордкипанидзе, которые собрали свои силы в Годогани. В ожесточенной битве под Годогани Александр потерпел поражение и бежал в Картли. В 1691 году имеретинский царь Арчил собрал большое войско и осадил Кутаисскую крепость, где находился турецкий гарнизон. Но из-за предательства Георгия Липартиани царь Арчил не смог взять крепость. Между тем царь Георгий в Руиси взял в плен царевичей Симона и Георгия, сыновей имеретинского царя, и передал их ксанскому Эристави Давиду. Александр отправился в Ахалцихе, где попросил помощи у турецких властей против Арчила.
В 1691 году ахалцихский паша с турецким войском вступил в Имеретию. Многие имеры перешли на сторону Александра. Арчил с небольшими силами ушел в Рачу, а оттуда в Картли. Турецкий паша вторично посадил Александра на имеретинский царский престол. Его противник Арчил уехал в Двалети, а оттуда отправился в Россию. В Черкезети Арчил едва не попал в плен и вынужден был уйти в Басиани, а оттуда перебрался в Картли. Имеретинский царь Александр, чтобы утвердиться на отцовском троне, развелся со своей первой женой и женился на 10-летней Тамаре, дочери Георгия Абашидзе. Между тем Георгий Липартиани изгнал из Одиши князя Левана Дадиани, который уехал в Картли, а оттуда удалился в Стамбул, где скончался. Князь Георгий Липартиани стал править Одиши и Лечхуми. Имеретинский царь Александр продолжал враждовать с царем Георгием, братом Арчила. Картлийский царь Ираклий предложил Александру совершить поход на Картли, но знатные имеретинские вельможи выступили против этого. Тогда царь Александр со своим войском вторгся в Картли и разорили Али. Тогда цари Георгий и Арчил вступили в тайные переговоры со знатными имеретинскими вельможами.
В 1695 году имеретинские вельможи во главе с Папуной Эристави схватили царя Александра IV в Сканде и выслали в Сверскую обитель. Затем Александр был передан царю Георгию и привезен в Руиси, где его удавили.